# Segunda División del Perú (1912-1925)
La Segunda División de la Liga Peruana de Football fue un torneo de fútbol que reunió a los principales clubes de Lima y Callao. El campeonato inicia la historia de la Segunda División del Perú, bajo la organización de la entidad del mismo nombre Liga Peruana de Football, actualmente llamada Asociación Deportiva de Fútbol Profesional. El torneo tuvo su primera edición en 1912 y la última en 1925.

## Historia
En febrero de 1912, unos dirigentes del Miraflores Sporting Club, enviaron invitaciones a distintas instituciones tanto de la ciudad de Lima como del Callao y los balnearios adyacentes a la ciudad (Miraflores, Barranco, etc.). La idea era crear una organización que abarque a todos los equipos y clubes practicantes del balompié. 
Se realizó una primera asamblea el 15 de febrero del 1912, donde asistieron diferentes clubes y equipos. En dicha reunió, se creó la Liga Peruana de Fútbol. Para el 27 de febrero  del 1912, se volvió a enviar más invitaciones a diferentes clubes y equipos, y así confirmar su participación de la liga. Aumentó el número de equipos. Ante este suceso, se creó dos divisiones, entre los cuales nació la Segunda División Peruana.
La Segunda División Peruana, también llamada Segunda División de la Liga Peruana de Football o comúnmente conocida como División Intermedia. Inicialmente solo integrada por equipos de la capital, pero con el tiempo incorporó a los equipos y clubes chalacos. La Segunda División de la Liga existió hasta 1925.
Durante los años 1922 al 1925, no hubo torneo primera división peruana. La recién fundada Federación Peruana de Fútbol, estuvo a cargo del reordenamiento del campeonato deportivo. Por lo tanto, la segunda categoría o comúnmente llamado intermedia desempeñó el papel de liga de honor en esos periodos.
El 23 de agosto de 1922 fue fundada la Federación Peruana de Fútbol (FPF).La Federación Peruana de Fútbol estuvo a cargo del reordenamiento del campeonato peruano, que en la práctica fue principalmente de Lima y Callao.  
La Primera División, se reanudó en el año de 1926. Ante ese vacío, la categoría inferior inmediata llamada Segunda Categoría ó Intermedia desempeñó temporalmente, el rol de máxima división durante 1922 hasta 1925. 
Luego para el año 1926, el torneo Segunda División de la Liga Peruana, es reemplazado por la División Intermedia. Mientras la Tercera División de la Liga Peruana, es sustituida por la Segunda División Provincial. Ambos debajo de la Primera División Provincial y posteriormente de la División de Honor.

## Campeones

### Segunda División de la Liga Peruana de Football
| Año  | Campeón | Subcampeón |
| ---- | --- | --- |
| 1912 | Atlético Grau No.1 | Unión Miraflores |
| 1913 | Sporting Fry | Atlético Peruano |
| 1914 | Sport José Gálvez | Unión Miraflores |
| 1915 | Sport Juan Bielovucic | Unión Miraflores N°2 |
| 1916 | Alianza Chorrillos | Unión Perú |
| 1917 | Sportivo Lima | Association Alianza |
| 1918 | Sport Sáenz Peña | Sport Huáscar |
| 1919 | Teniente Ruiz | Association FBC |
| 1920 | Unión Barranco | Unión Miraflores |
| 1921 | No definido debido a las divergencias que existían entre las directivas de las diferentes asociaciones y clubes de Lima y Callao. | No definido debido a las divergencias que existían entre las directivas de las diferentes asociaciones y clubes de Lima y Callao. |

| Año  | Campeón          | Subcampeón            | Tercero               | Cuarto               |
| ---- | ---------------- | --------------------- | --------------------- | -------------------- |
| 1922 | Atlético Peruano | Sport Juan Bielovucic | Unión Miraflores      | Sport Vitarte        |
| 1923 | Association F.C. | Sporting Fry          | Sport Juan Bielovucic | Tarapacá Ferrocarril |
| 1924 | Sportivo Lima    | Association Alianza   | Sport Calavera        | Association F.C.     |
| 1925 | Teniente Ruiz    | Deportivo Nacional    | Association Alianza   | Sport Sáenz Peña     |

## Nota
- La Liga Peruana de Football en todas sus categoría, no era la única liga de fútbol en la capital.
- A partir de 1915 al 1920, se fueron creando y entrando en vigencia otras ligas de fútbol como: La Liga de Balnearios, Asociación Deportiva Chalaca, La Liga de la Asociación Amateur y la Liga Federación Sportiva Nacional.